# Любий Іван Семенович
Іва́н Семе́нович Лю́бий (23 лютого 1904 c. Веселий Кут Таращанського повіту, Київської губернії —30 червня 1963 м. Обнінськ Калузької області, РРФСР) — генерал-лейтенант військ НКВС СРСР, лауреат Державної премії СРСР.
Народився в селі Веселий Кут Таращанського повіту, Київської губернії в селянській родині.
Член ВКП(б) з червня 1925 року.

## Освіта
- У червні 1924 року закінчив дивізійну школу 100-ї стрілецької дивізії Червоної армії.
- У вересні 1926 року — Київську піхотну школу.
- У травні 1935 року — Вищу прикордонну школу ОДПУ-НКВС СРСР міста Москви.
- 8 березня 1939 року — Військову академію імені Фрунзе.

## Військовий Шлях
На військовій службі з 15 грудня 1923 року по 1956 рік. Розпочинав службу як військовослужбовець термінової служби.
- З 15 грудня 1923 по лютий 1924 року — червоноармієць 134-го стрілецького полку.
- З червня 1924 по вересень 1924 року — помічник командира роти 299-го стрілецького полку.
- З 1924 по вересень 1926 року — курсант Київської піхотної школи.
- На службі в ОДПУ-НКВС-МВС СРСР з вересня 1926 року. Розпочинав як командир взводу 26-го Одеського прикордонного загону військ ОДПУ.
- З жовтня 1926 по жовтень 1933 року — в рядах особового складу 24-го Могилів-Подільського прикордонного загону військ ОДПУ-НКВС СРСР:
  - з жовтня 1926 по січень 1930 року — помічник командира прикордонної застави;
  - з січня 1930 по грудень 1931 року — командир прикордонної застави;
  - з грудня 1931 по грудень 1932 року — уповноважений управління прикордонної комендатури.
- З жовтня 1933 по травень 1935 року — слухач Вищої прикордонної школи ОДПУ-НКВС СРСР (м. Москва).
- З 7 травня 1935 по 4 липня 1937 року — інструктор оперативного відділу Управління прикордонними військами НКВС Української РСР.
- З 4 липня по 3 жовтня 1937 року — начальник відділу штабу Могилів-Подільського прикордонного загону військ НКВС СРСР.
- З Жовтня 1937 по 8 березня 1939 року — слухач Військової академії імені Фрунзе (м. Москва).
- З 8 березня 1939 по 26 лютого 1941 року — начальник Головного військово-будівного управління НКВС СРСР, а потім, до червня 1941 року — начальник будівельного відділу НКВС СРСР.

## Період Другої Світової війни
Учасник німецько-радянської війни з перших її днів:
- З липня по серпень 1941 року — начальник охорони тилу Особливої групи війсь з оборони міста Москви, і, одночасно, заступник начальника Управління охорони тилу Західного фронту;
- З серпня по вересень 1941 року — начальник Управління охорони тилу Центрального фронту;
- З вересня 1941 по лютий 1942 року — заступник начальника Головного управління внутрішніх військ НКВС СРСР (перебуваючи на вказаній посаді, курирував війська, що охороняли залізнодорожні споруди) та, одночасно з тим, з 13 жовтня 1941 року — начальник Серпухівського сектору оборони Москви.
- У лютому — липні 1942 — начальник Управління військ НКВС СРСР з охорони особливо важливих промислових підприємств.
- З 8 липня 1942 по 3 січня 1943 року — начальник Управління прикордонних військ НКВС Західно-Сибірського округу.
- З січня 1943 по липень 1945 року — начальник Управління військ НКВС СРСР з охорони тилу ряду фронтів: Західного, потім з 28 квітня 1944 — 3-го Білоруського. З 11 січня по 4 липня 1945 року одночасно ще й заступник уповноваженого НКВС СРСР на 3-му Білоруському фронті.

У боях за Східну Пруссію проявив яскравий талант полководця. Під його керівництвом, зокрема, військами НКВС СРСР були проведені ефективні зачистки (11—19 квітня) території Східної Пруссії та її столиці Кенігсбергу (нині місто Калінінград) від залишків розбитих гітлерівських військ, та великої кількості диверсійно-розвідувальних та шпигунсько-терористичних груп ворога, що діяли в нашому тилу на звільнених територіях, а також численних бандитських угруповань.

## Післявоєнний період
У післявоєнний період входив до вищого керівництва НКВС-МВС СРСР:
- З 16 лютого по 12 березня 1948 року — командир Особливого дорожньо-будівельного корпусу НКВС-МВС СРСР.
- З 12 березня 1948 — 14 березня 1950 року — начальник головного управління шосейних доріг (ГУШОСДОР) МВС СРСР (накази МВС СРСР: про призначення № 294 від 12.03.1948; про звільнення № 383 від 14.03.1950).
- З 12 квітня 1950 по 25 січня 1952 року — начальник Головного управління з розвідки та експлуатації підприємств з видобутку кольорових та рідкісних металів в Красноярському краї МВС СРСР («Єнісейбуд») та, одночасно — начальник Східно-Свинцевого управління Єнісейбуду МВС СРСР (накази МВС СРСР: про призначення № 00243 від 12.04.1950; про звільнення № 99 від 25.01.1952).
- З 25 січня 1952 по жовтень 1953 року — начальник управління будівництва № 601 («Хімбуд» — Управління з будівництва Сибірського хімічного комбінату) та Виправно-трудового табору (поблизу міста Томськ; нині — місто Сєверськ Томської області) Головного управління таборів промислового будівництва МВС СРСР (наказ МВС СРСР про призначення № 99 від 25.01.1952).
- З 28 травня по 10 липня 1954 року — начальник Управління будівництва № 585 та, одночасно, начальник військово-будівельних частин МВС СРСР.
- З 10 липня по (не раніше ніж) 19 серпня 1955 року — начальник Білогірського виправно-трудового табору (селище Шатки Арзамаського району Горьківської області) ГУЛАГу МВС СРСР (наказ МВС СРСР про призначення № 00562 від 07.07.1954).

## Військові звання
Протягом проходження військової служби мав такі звання:
- капітан — з 3 квітня 1936 року;
- майор — дата присвоєння невідома;
- комбриг — з 9 березня 1939 року. Звання присвоєне перескочивши військове звання «полковник».
- генерал-майор — відповідно до постанови Ради народних комісарів СРСР від 4 червня 1940 року. У порядковому списку осіб яким було присвоєно звання генерал-майор він під номером 244;
- генерал-лейтенант — згідно з постановою Ради народних комісарів СРСР від 17 листопада 1944 року.

З 1956 року — військовий пенсіонер.

## Військові нагороди
Кавалер великої кількості державних нагород, зокрема не менше п'яти орденів:
- двох орденів Червоного Прапора (15.06.1943 та 03.11.1944)
- ордена Суворова 2-го ступеня (19.04.1945)
- ордену Вітчизняної війни 1-го ступеня (29.09.1943)
- ордену Червоної Зірки (27.04.1940)

Крім того, нагороджений не менш ніж трьома медалями, в тому числі: «За перемогу над Німеччиною у Великій Вітчизняній війні 1941—1945» та «За взяття Кенігсбергу».
Крім того, 28 квітня 1942 року удостоєний почесного звання «Заслужений робітник НКВС» із врученням нагрудного знаку.
Помер в 1963 році. Місце поховання невідоме.